# トーステン・ロイブル
トーステン・ロイブル（Torsten Loibl、1972年5月1日 - ）は、ドイツのプロバスケットボール指導者。ケムニッツ出身。ヨーロッパ最高クラスたるFIBA-DBB・A級ライセンスを保持している。

## 来歴
23歳よりプロバスケットボールコーチとなる。
2006年に来日し、トヨタ自動車アルバルクのヘッドコーチを2シーズン務め、2006-07シーズンにはオールジャパン・リーグの2冠に導き、コーチ・オブ・ザ・イヤーを受賞。
帰国後、ケムニッツ99sのヘッドコーチ就任。2011年にはドイツAリーグコーチ・オブ・ザ・イヤーを受賞。
2011年、トヨタ時代の教え子、折茂武彦が選手兼代表を務めるレバンガ北海道のヘッドコーチに招かれる。2012年退任し、男子日本代表のアソシエイトヘッドコーチに就任。
2015年1月に日本バスケットボール協会改革のため結成されたFIBAタスクフォース（チェアマン：川淵三郎）において、バスケットボールデベロップメントワーキンググループのリーダーを務めた。
同年7月、アンダーカテゴリ(U-19、U-18、U-17、U-16)の男子日本代表チームヘッドコーチに就任した。任期は8月から3シーズン。FIBA U19バスケットボールワールドカップ2017で10位。
2018年9月、3x3日本代表（男子・女子）のディレクターコーチ兼ヘッドコーチに就任。FIBA 3x3 U23 ワールドカップ2019で女子チームが金メダル獲得を達成。この優勝は日本勢にとって男女全カテゴリー通じて初の世界大会優勝である。2021年開催の東京オリンピックをもって退任。
2025年5月、13年ぶりにレバンガ北海道ヘッドコーチ再任。